# 山田知
山田 知（やまだ さとる、1934年（昭和9年）2月9日 - 2011年（平成23年）4月5日）は、日本の政治家。兵庫県西宮市長（3期）。近畿市長会会長、兵庫県市長会会長。

## 来歴
大阪市中央区出身。関西学院大学法学部卒業。1956年4月、西宮市役所に入庁。財政局税務部長、土木局土木部長、財政局長などを歴任。
1992年12月、西宮市教育委員会委員となり、1993年1月、市教委教育長に就任。
2000年11月19日投開票の西宮市長選挙に、現職の馬場順三の後継指名を受けて無所属で立候補。さらには自民党、民主党、公明党、社民党の4党の推薦を得ての出馬だったが、次点の元兵庫県議会議員の大前繁雄を28票差で振り切り初当選、接戦を制した。同年11月23日、市長に就任。
2004年、市長選で社会福祉法人理事長の皿海碩を破り再選。
2008年、西宮市の中核市移行を遂げ、11月に行われた市長選で前市議の八木米太朗ら5人の候補者を破り3選。
2010年4月1日、健康上の理由により辞職。2011年4月5日、肺腺癌のため神戸市の病院で死去、77歳没。死没日をもって正六位に叙される。

## 脚註
1. 1 2  西宮市長に山田氏 28票差、継承訴え初当選神戸新聞 記事特集 2013年11月30日閲覧
2. ↑  『全国歴代知事・市長総覧』日外アソシエーツ、2022年、306頁。
3. 1 2 3 4  “前西宮市長の山田知氏が死去”. 神戸新聞. (2011年4月5日).  オリジナルの2011年4月17日時点におけるアーカイブ。 2022年2月5日閲覧。
4. ↑  西宮市長選挙 - 2004年11月14日投票 | 兵庫県西宮市 | 選挙ドットコム
5. ↑  西宮市長選挙 - 2008年11月16日投票 | 兵庫県西宮市 | 選挙ドットコム
6. ↑  “訃報：山田知さん 77歳＝前西宮市長 /兵庫”. 毎日新聞. (2011年4月6日).  オリジナルの2011年4月16日時点におけるアーカイブ。 2022年2月5日閲覧。
7. ↑  『官報』第5549号9頁 平成23年5月9日号